# Tatiana Kiseleva
Tatiana Kiseleva, née le 21 janvier 1996 à Toula, est une coureuse cycliste russe. Spécialisée dans les disciplines de sprint sur piste, elle est championne du monde du 500 mètres juniors en 2014 et championne de Russie du keirin et de la vitesse en 2016.

## Palmarès

### Championnats du monde
- Glasgow 2013
  -  Médaillée d'argent de la vitesse par équipes juniors
- Séoul 2014
  -  Championne du monde du 500 mètres juniors
  -  Médaillée d'argent de la vitesse juniors
- Hong Kong 2017
  - 17e du keirin
  - 19e du 500 mètres

### Championnats d'Europe
- Anadia 2013
  -  Championne d'Europe de vitesse par équipes juniors
  -  Médaillée de bronze du 500 mètres juniors
- Anadia 2014
  -  Championne d'Europe de vitesse juniors
  -  Championne d'Europe de 500 mètres juniors
  -  Médaillée d'argent de vitesse par équipes juniors
  -  Médaillée d'argent du keirin juniors
- Montichiari 2016
  -  Médaillée d'argent de la vitesse espoirs
  -  Médaillée d'argent de la vitesse par équipes espoirs
  -  Médaillée d'argent du 500 mètres espoirs
- Anadia 2017
  -  Médaillée d'argent du keirin espoirs
  -  Médaillée de bronze de la vitesse par équipes espoirs

### Championnats nationaux
- Championne de Russie de keirin en 2016
- Championne de Russie de vitesse en 2016